# Bre Blair
Bre Blair (* 29. April 1980 in Kanada als Sarah Brianne Blair) ist eine kanadische Schauspielerin.

## Karriere
Blair hatte Rollen in Fernsehserien wie beispielsweise Without a Trace, Monk oder Cold Case. Im Fernsehfilm Humor Me (2004) agierte sie in der Rolle der Taylor. Im Drama-Thriller Stripped Down (2006) mimte sie die Rolle der Wren. Im Drama Good Morning, Pennsylvania (2010) verkörperte sie die Rolle der Samantha Carson. Im Horror-Streifen Quarantäne 2: Terminal (2011) spielte sie die Rolle der Paula. In der Komödie Last Vegas (2013) spielte sie als Lisa.

## Filmografie (Auswahl)
- 1992: Intruders – Die Aliens sind unter uns (Intruders, Fernsehfilm)
- 1995: Angriff der Schnullerbrigade (The Baby-Sitters Club)
- 1997: T.N.T. – Für immer in der Hölle (T.N.T.)
- 2000: Sex oder stirb! (Cherry Falls)
- 2004: Humor Me (Fernsehfilm)
- 2004: Without a Trace – Spurlos verschwunden (Without a Trace, Fernsehserie, Episode 2x22)
- 2005: Charmed – Zauberhafte Hexen (Charmed, Episode 7x04)
- 2006: What About Brian (Fernsehserie, 5 Episoden)
- 2006: O.C., California (Fernsehserie, Episode 4x14)
- 2006: Monk (Fernsehserie, Episode 4x11)
- 2006: Psych (Fernsehserie, Episode 1x08)
- 2007: Criminal Minds (Fernsehserie, Episode 2x22)
- 2007: Ghost Whisperer – Stimmen aus dem Jenseits (Ghost Whisperer, Fernsehserie, Episode 2x16)
- 2008: Grey’s Anatomy (Fernsehserie, Episode 5x04)
- 2008–2009: The Unit – Eine Frage der Ehre (The Unit, Fernsehserie, 5 Episoden)
- 2010: Good Morning, Pennsylvania
- 2011: Quarantäne 2: Terminal (Quarantine 2: Terminal)
- 2012: Make It or Break It (Fernsehserie, 5 Episoden)
- 2013: Last Vegas
- 2013: Thirtyish (Fernsehfilm)
- 2014: Benched (Fernsehserie, Episode 1x02)
- 2015: The Flash (Fernsehserie, Episode 1x17)
- 2016: Game of Silence (Fernsehserie, 10 Episoden)
- 2016: The Night Shift (Fernsehserie, Episode 3x11)
- 2017: Shameless (Fernsehserie, Episode 8x04)
- 2017: Flaked (Fernsehserie, 2 Episoden)
- 2017–2025: S.W.A.T. (Fernsehserie)
- 2018: The Middle of X
- 2018: Lethal Weapon (Fernsehserie, Episode 2x15)
- 2018: Life Sentence (Fernsehserie, 3 Episoden)
- 2019: Magnum P.I. (Fernsehserie, Episode 2x03)
- 2019: Roadtrip zurück ins Leben (A Thousand Miles Behind)
- 2019: Seattle Firefighters: Die jungen Helden (Station 19, Fernsehserie, 2 Episoden)
- 2020: For the Love of Jessee
- 2021: Two Yellow Lines
- 2022: Swamp Lion
- 2023: Alert: Missing Persons Unit (Fernsehserie, 2 Episoden)
- 2023: Heels (Fernsehserie, Episode 2x05)
- 2024: The Red Bike (Kurzfilm)
- 2025: The Gunslingers
- 2025: Feel